# Emil Doepler
Emil Doepler (dit « le jeune », né le 29 octobre 1855 à Munich, mort le 21 décembre 1922 à Berlin) est un illustrateur allemand, de style art nouveau.

## Biographie

Blason officiel de la République de Weimar.

Il est le fils du peintre Carl Emil Doepler (1824–1905).
Il a été désigné en novembre 1919 pour la réalisation du blason officiel de la République de Weimar, adopté par la république fédérale allemande en 1949.

## Illustrations

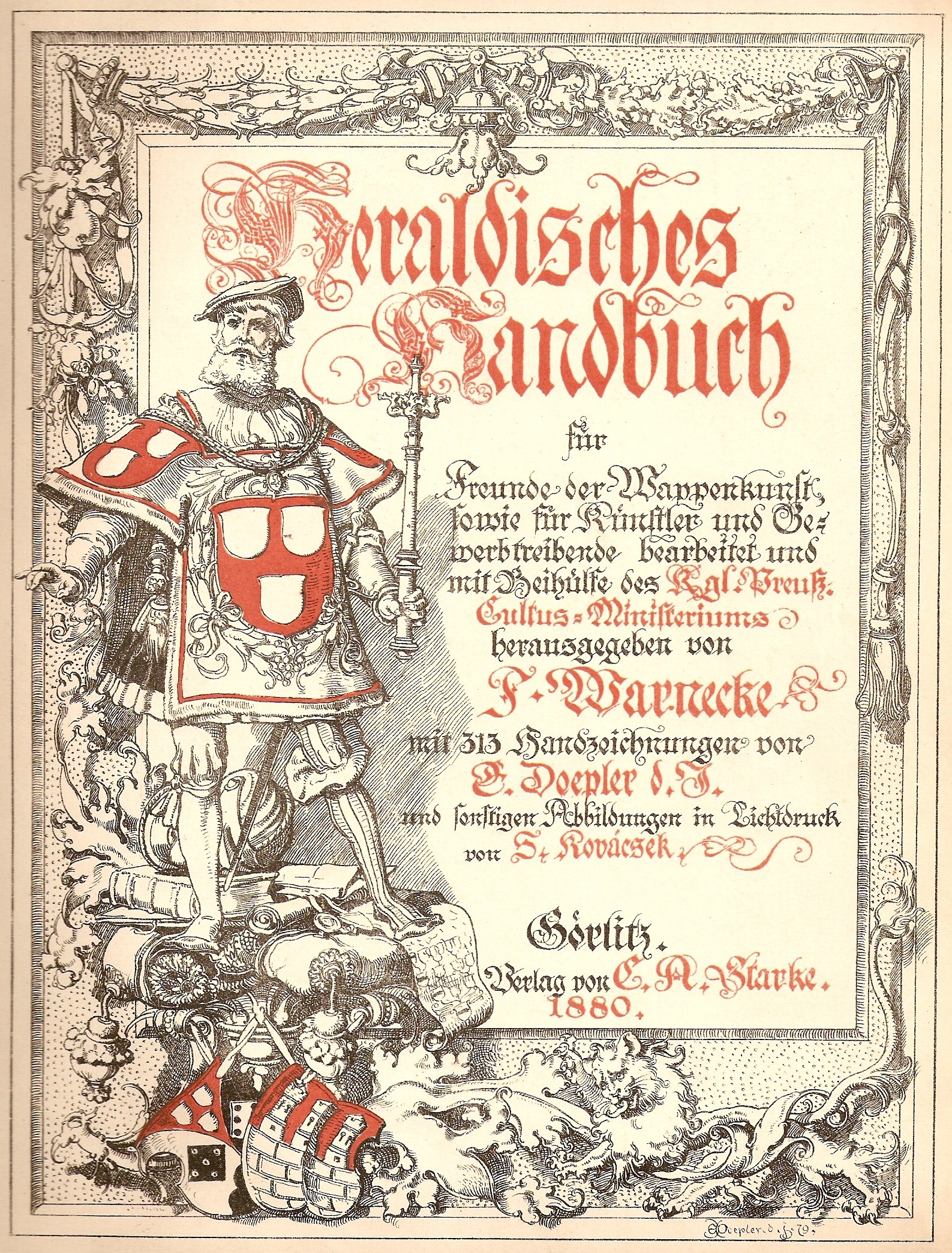
Manuel héraldique (1879).
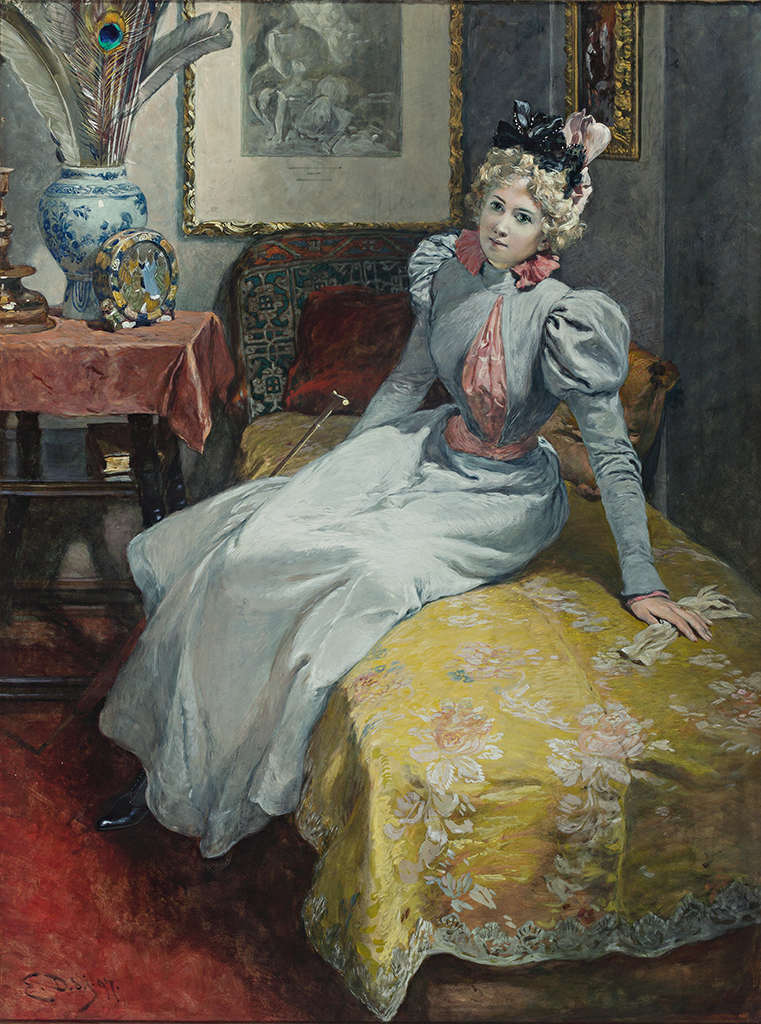
Jeune femme sur un divan (aquarelle, 1897).
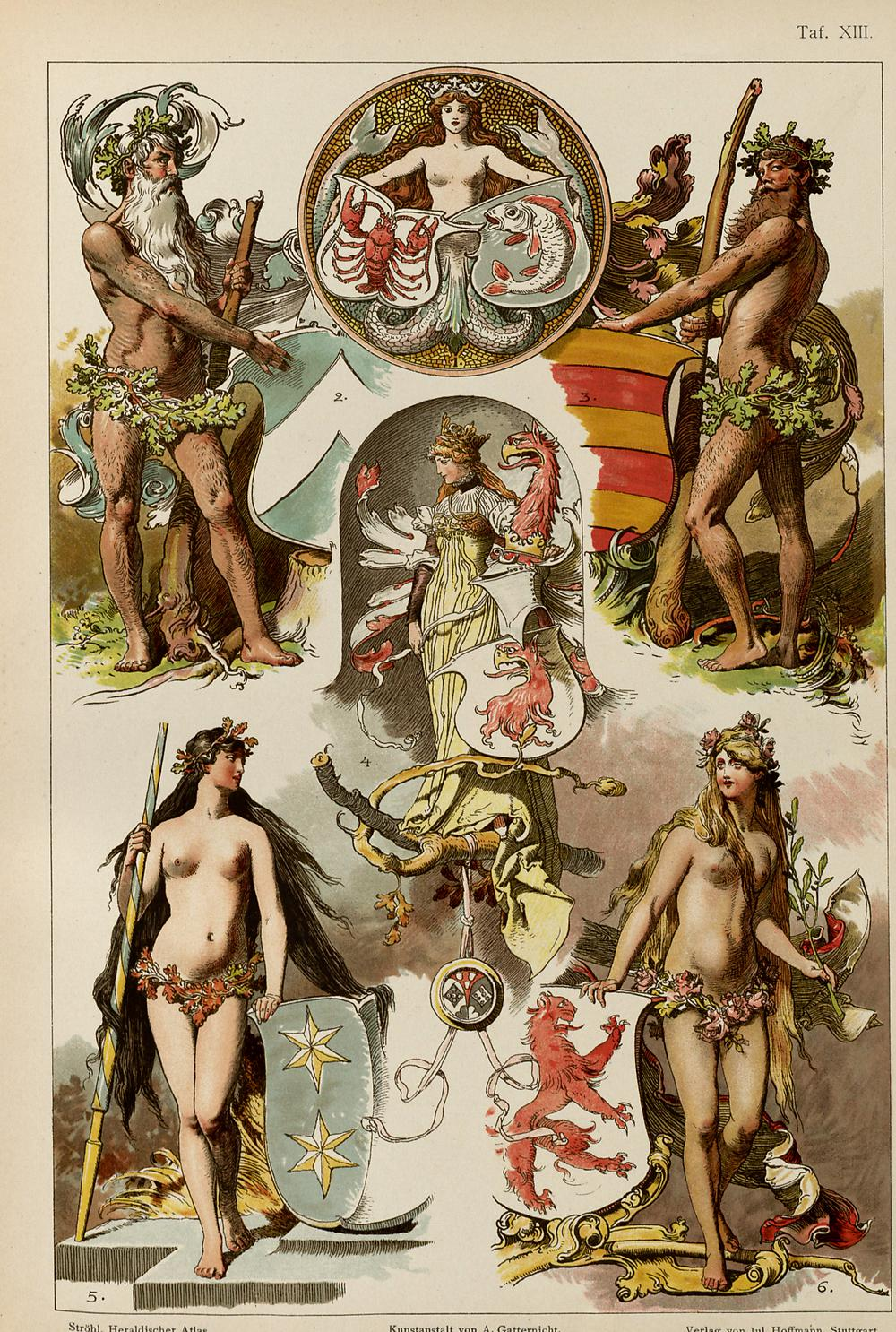
Atlas héraldique d'Hugo Ströhl (1899).

Walhall, die Götterwelt der Germanen (Valhalla, les dieux des Teutons), Martin Oldenbourg, Berlin, 1905.

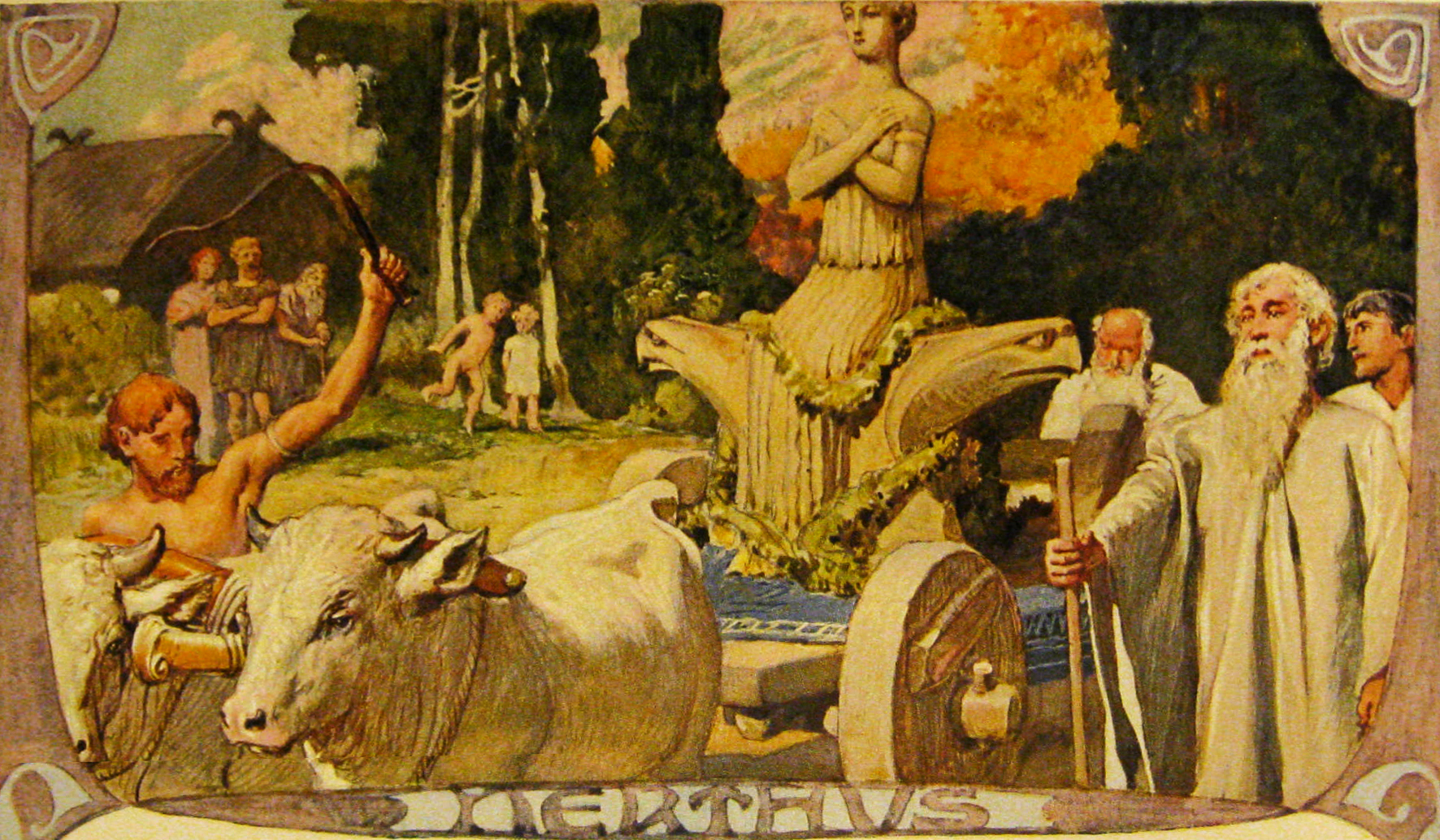
Nerthus, p. 11.
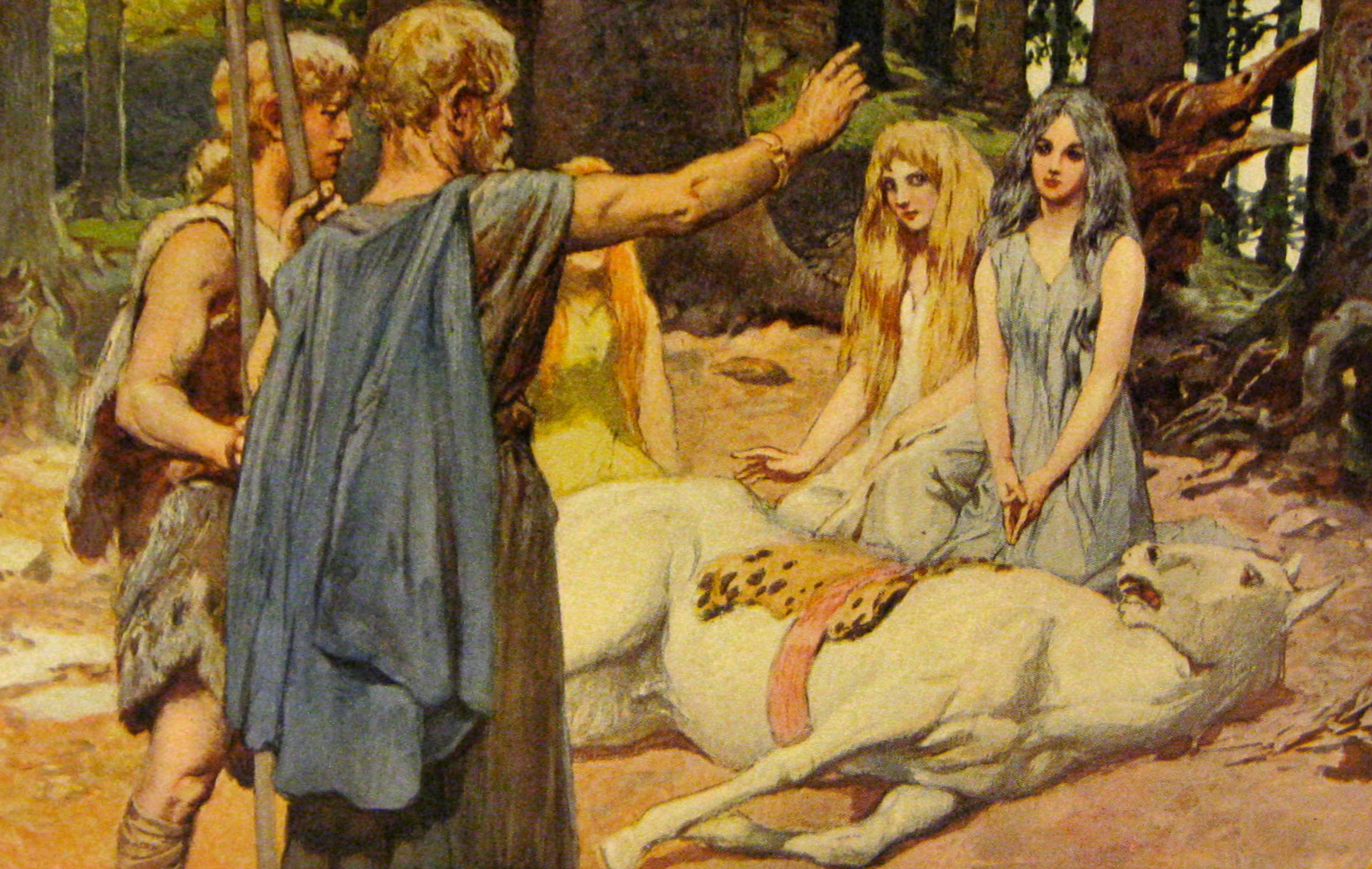
Wotan guérit le cheval de Balder, p. 14.
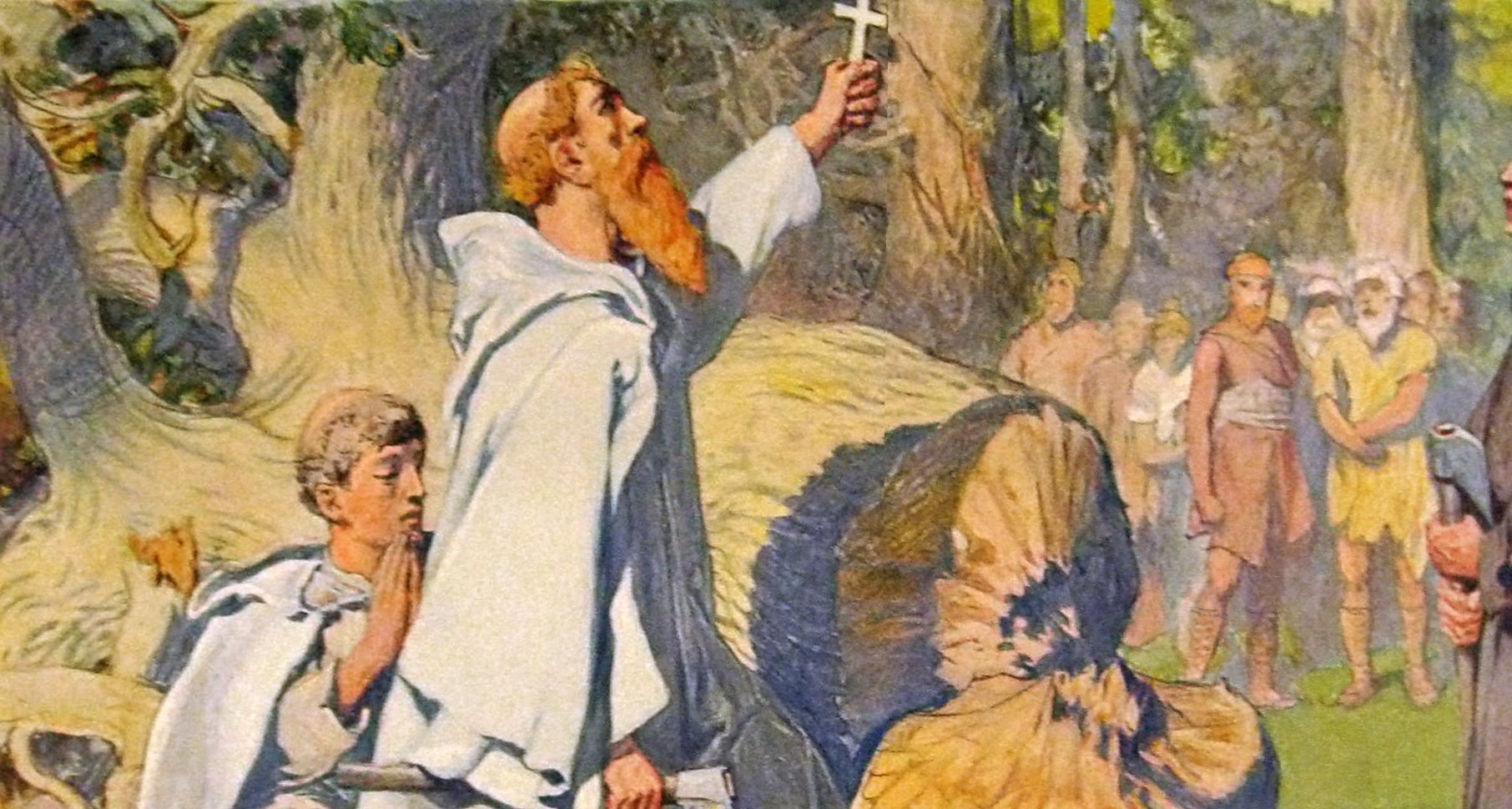
Bonifacius, p. 16.
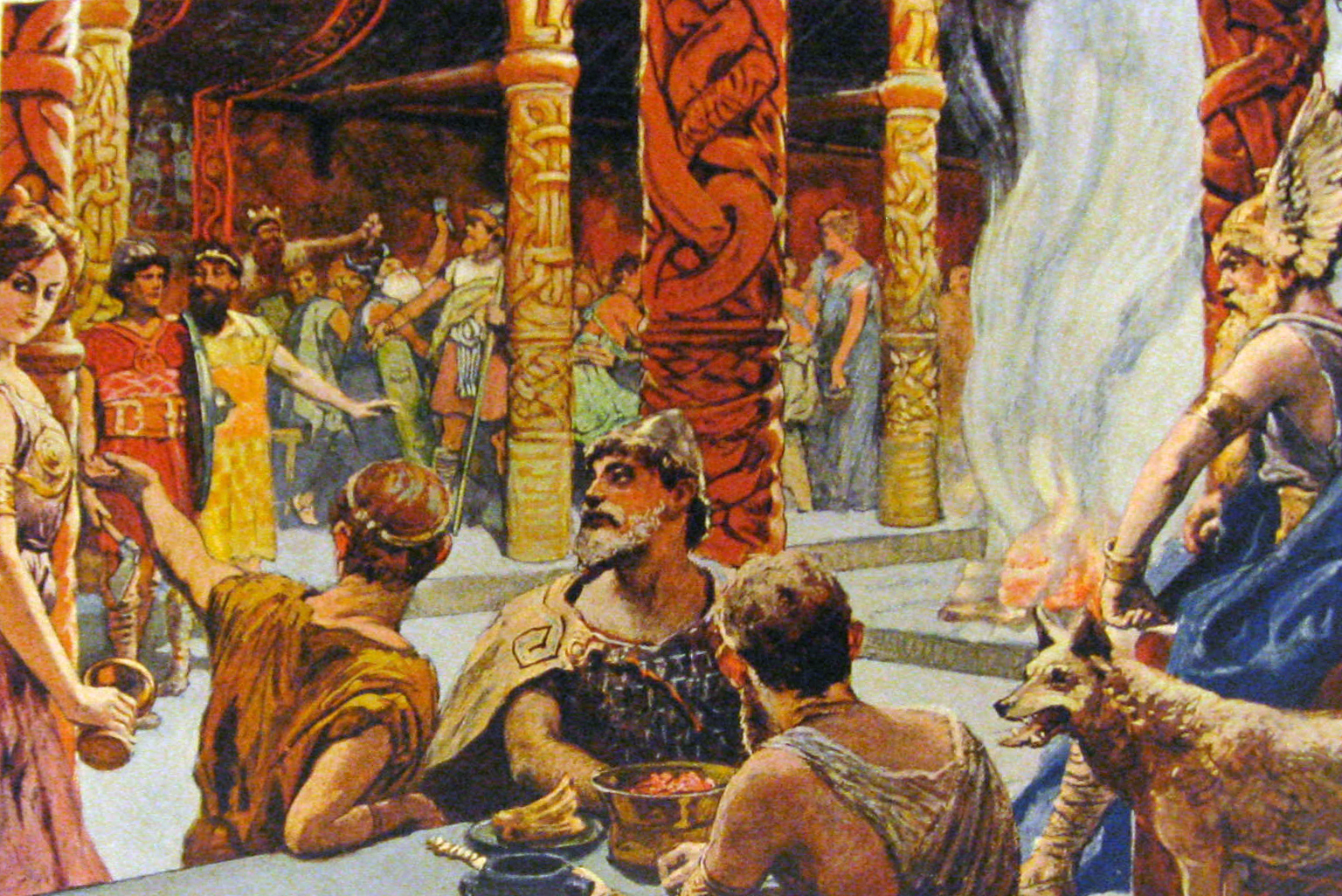
Le Valhalla.
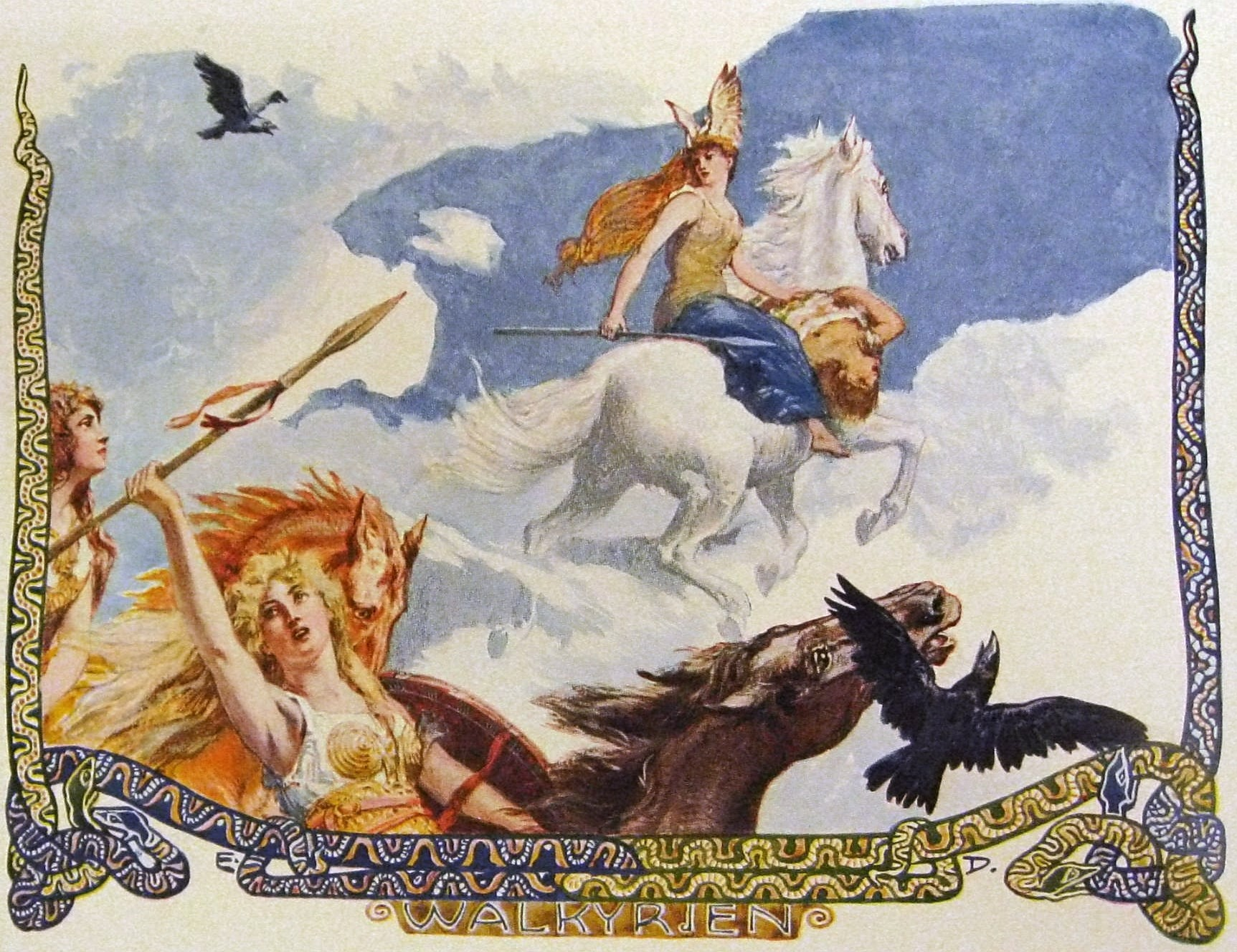
Walkyries.
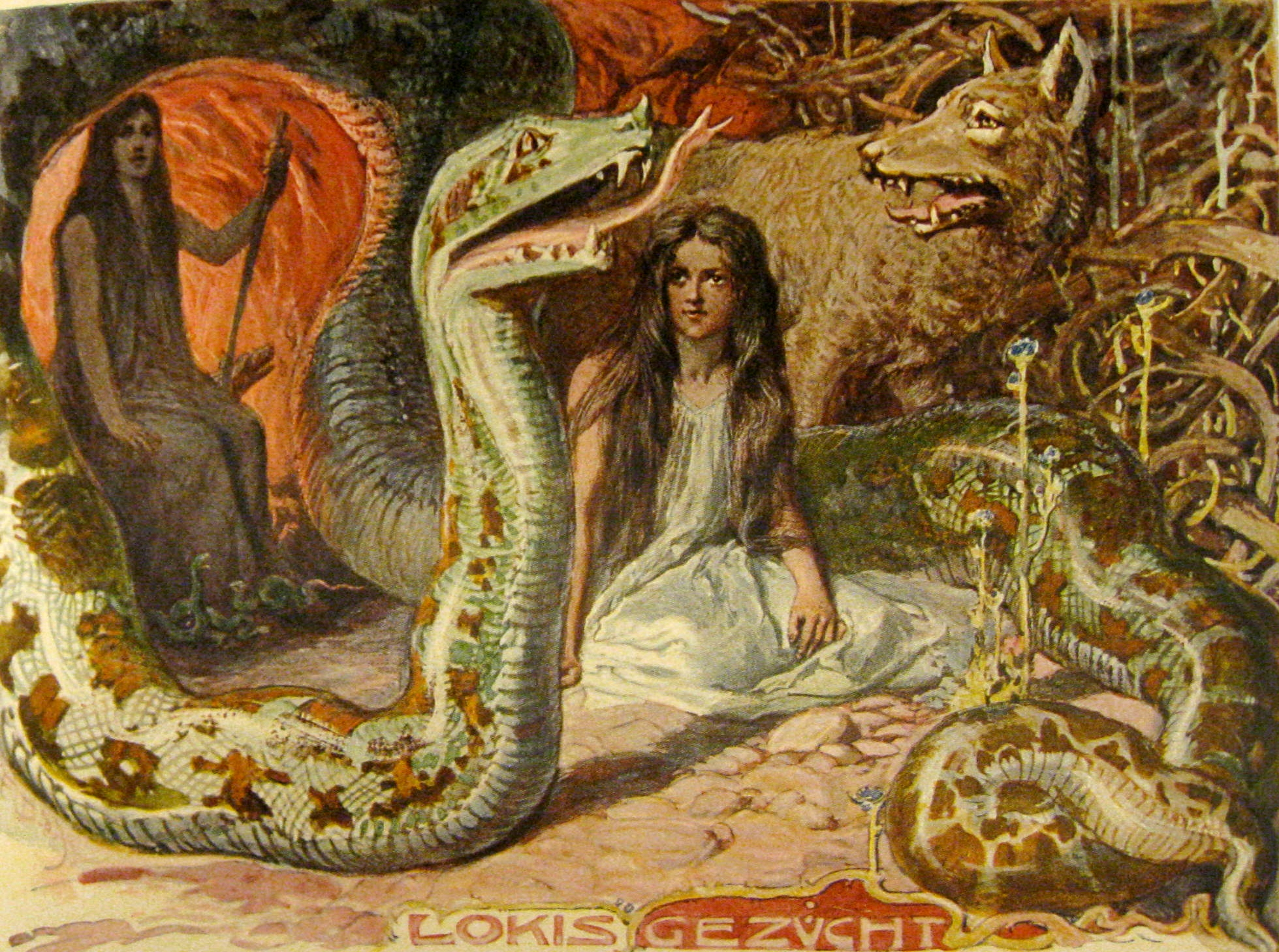
La progéniture de Loki, p.43.
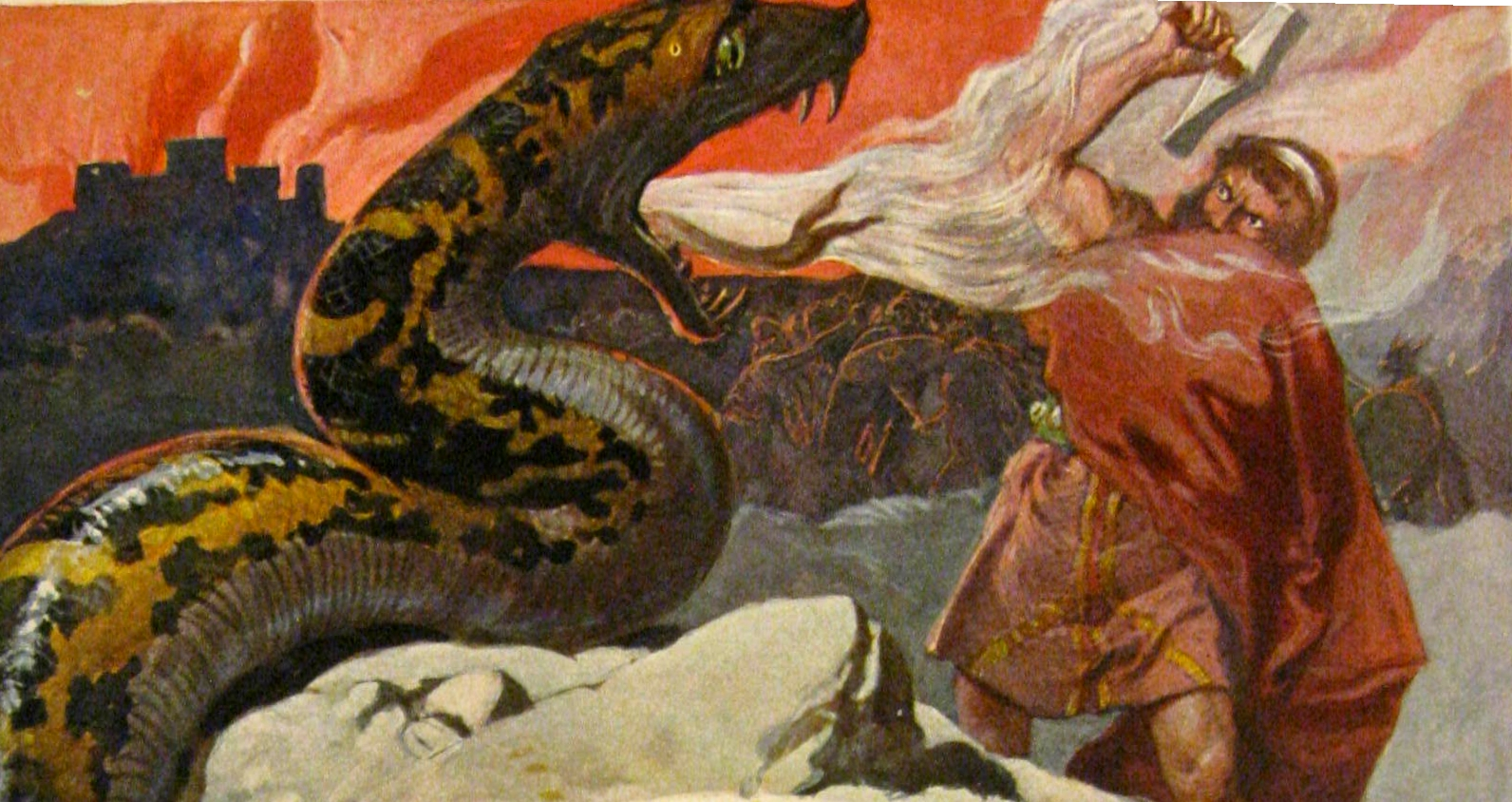
Thor et le serpent de Midgard, p. 56.
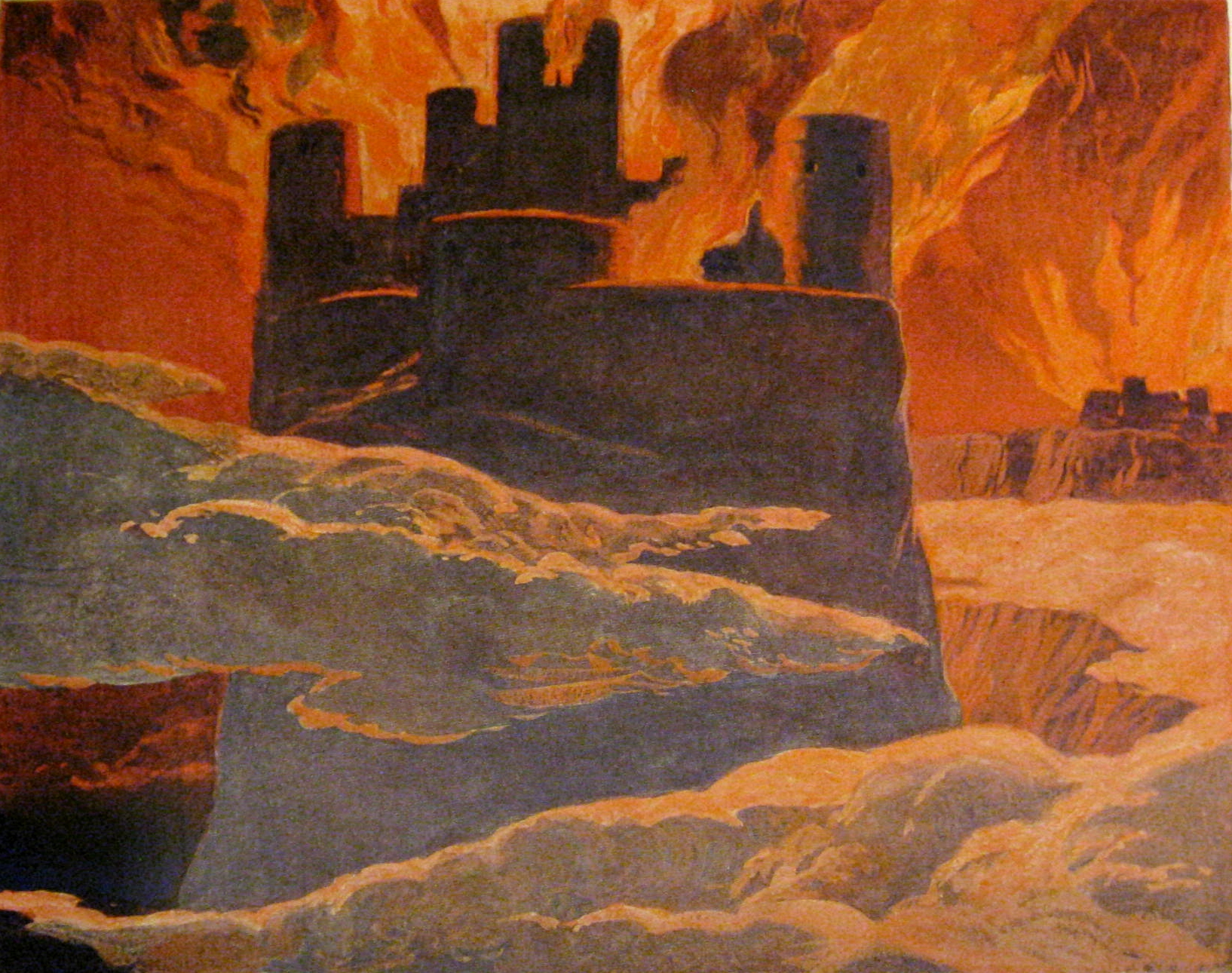
Le Ragnarök, p. 57.
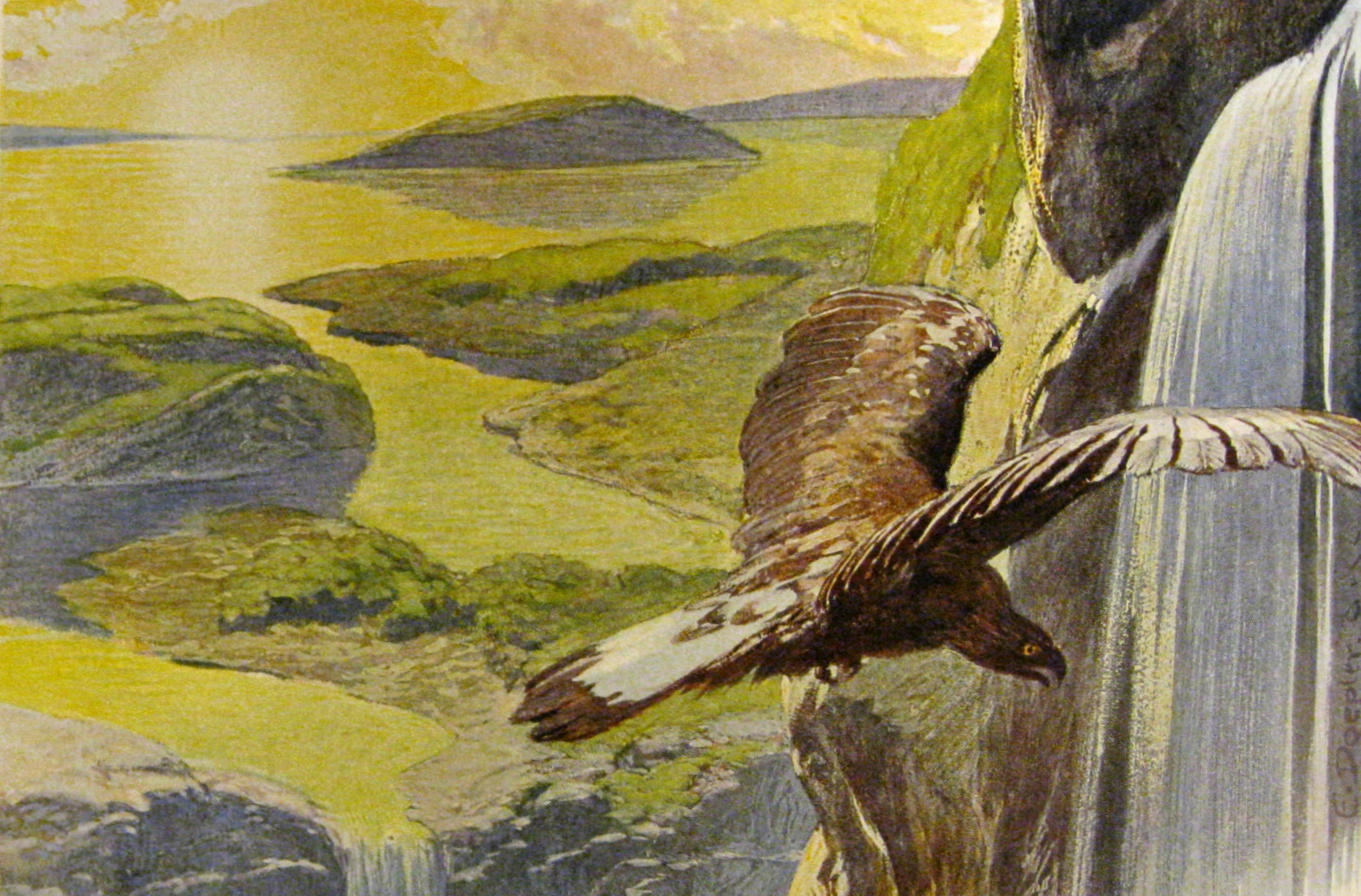
Après le Ragnarök.